# Хитроу (Флорида)
Хитроу (англ. Heathrow) — статистически обособленная местность, расположенная в округе Семинол (штат Флорида, США) с населением в 4068 человек по статистическим данным переписи 2000 года.

## География
По данным Бюро переписи населения США статистически обособленная местность Хитроу имеет общую площадь в 8,55 квадратных километров, из которых 7,25 кв. километров занимает земля и 1,29 кв. километров — вода. Площадь водных ресурсов округа составляет 15,09 % от всей его площади.
Статистически обособленная местность Хитроу расположена на высоте 15 м над уровнем моря.

## Демография
По данным переписи населения 2000 года в Хитроу проживало 4068 человек, 1258 семей, насчитывалось 1770 домашних хозяйств и 1961 жилой дом. Средняя плотность населения составляла около 475,79 человек на один квадратный километр. Расовый состав населённого пункта распределился следующим образом: 89,33 % белых, 3,69 % — чёрных или афроамериканцев, 0,12 % — коренных американцев, 4,70 % — азиатов, 1,18 % — представителей смешанных рас, 0,98 % — других народностей. Испаноговорящие составили 6,12 % от всех жителей статистически обособленной местности.
Из 1770 домашних хозяйств в 25,1 % воспитывали детей в возрасте до 18 лет, 64,9 % представляли собой совместно проживающие супружеские пары, в 4,2 % семей женщины проживали без мужей, 28,9 % не имели семей. 23,5 % от общего числа семей на момент переписи жили самостоятельно, при этом 4,8 % составили одинокие пожилые люди в возрасте 65 лет и старше. Средний размер домашнего хозяйства составил 2,30 человек, а средний размер семьи — 2,72 человек.
Население статистически обособленной местности по возрастному диапазону по данным переписи 2000 года распределилось следующим образом: 19,9 % — жители младше 18 лет, 3,7 % — между 18 и 24 годами, 32,5 % — от 25 до 44 лет, 31,8 % — от 45 до 64 лет и 12,1 % — в возрасте 65 лет и старше. Средний возраст жителей составил 41 год. На каждые 100 женщин в Хитроу приходилось 95,8 мужчин, при этом на каждые сто женщин 18 лет и старше приходилось 93,0 мужчин также старше 18 лет.
Средний доход на одно домашнее хозяйство статистически обособленной местности составил 84 241 доллар США, а средний доход на одну семью — 107 479 долларов. При этом мужчины имели средний доход в 76 790 долларов США в год против 41 820 долларов среднегодового дохода у женщин. Доход на душу населения статистически обособленной местности составил 84 241 доллар в год. 1,4 % от всего числа семей в населённом пункте и 2,1 % от всей численности населения находилось на момент переписи населения за чертой бедности, при этом  из них были моложе 18 лет и 6,0 % — в возрасте 65 лет и старше.